# Roger Byrne
Roger Byrne (8 de fevereiro de 1929 - 6 de fevereiro de 1958) foi um futebolista inglês e o capitão do Manchester United FC. Ele morreu aos 28 anos de idade no desastre aéreo de Munique.

## Carreira
Ele foi um dos oito jogadores do Manchester United que perderam suas vidas no desastre aéreo de Munique em 6 de fevereiro de 1958. Ele fez 33 partidas pela equipe na Inglaterra, e era o capitão do Manchester United durante a época de 1953-1954, a lendária época Busby Babes, jogando como lateral-esquerdo do estilo tradicional, semelhante a um atual zagueiro.
Seu funeral foi realizado na igreja paroquial Flixton e seu corpo foi cremado em seguida.
Sua biografia, Roger Byrne, Captain of the Busby Babes, escrita por Iain McCartney, foi publicada em 2 de dezembro de 2000.